# Josep Rebull
 (mars 2021).
Josep « Pep » Rebull Cabré, né à Tivissa (Province de Tarragone) le 31 mai 1906 et mort à Banyuls-sur-Mer (Pyrénées-Orientales) le 23 mai 1999, est un militant politique catalan de nationalité espagnole, mari de la chanteuse et compositrice Teresa Rebull.

## Biographie
Frère du militant Daniel Rebull dit « David Rey » (cat) connu sous le nom de « Blanqui espagnol », il est détenu pour la première fois à l'âge de 11 ans lors de la grève générale de 1917, son arrestation suscitant l'émoi. Il suit des études techniques à Terrassa. En 1927, il rejoint le Parti communiste d'Espagne puis, en 1928, la Fédération communiste catalano-baléare à Tarragone où il devient membre du comité local. En 1931, il est l'un des fondateurs du Bloc ouvrier et paysan (Bloc Obrer i Camperol - BOC). En 1932 il participe au comité de grève de l'usine textile Soliano de Tarragone, qui après neuf semaines cède aux revendications en échange de son départ. En novembre 1932 il est candidat aux élections du Parlement de Catalogne pour Tarragone. Après les évènements d'octobre 1934, dans la clandestinité, il est chargé par le comité exécutif du BOC de l'impression et de la diffusion du journal La Batalla. Membre du Parti ouvrier d'unification marxiste (POUM), dont son frère est l'un des fondateurs, il devient membre du comité central et anime la cellule 72 de Barcelone. En février 1936, il est sur les listes électorales du POUM pour Tarragone. Au moment où éclate la guerre civile espagnole, il est nommé administrateur de La Batalla et de l'Editorial Marxista. En août-septembre 1936 il se lie d'amitié avec Gaston Davoust de l'Union Communiste.

## L'analyse des journées de mai 1937 à Barcelone
À partir de la cellule 72 du POUM de Barcelone, il soutient un positionnement de gauche dans le parti, critique des décisions de la direction. Le 13 avril 1937, avec Josep Martí, il obtient l'approbation d'un manifeste du comité local du POUM de Barcelone dans lequel est critiquée la participation du POUM au gouvernement de la Generalitat et est défendue la création d'un Front ouvrier révolutionnaire qui donnerait le pouvoir aux conseils ouvriers. Dans un article du 29 mai 1937 publié dans le Bulletin intérieur du POUM, il présente son analyse des journées de mai 1937 à Barcelone : pour lui ces journées représentent l'offensive de la contre-révolution (représentée par le PSUC et ERC) et découlent du fait que l’État bourgeois n'a pas été détruit et que le pouvoir n'a pas été pris par la révolution en juillet 1936, situation facilitée par la collaboration de la CNT avec les institutions bourgeoises. Mai 1937 est pour lui une réaction populaire spontanée (la prise du central téléphonique de Barcelone) mais sans direction, coordination ni objectifs définis. Rebull qualifie ces journées de déroute du prolétariat. Pep Rebull est l'un des rares poumistes qui avertissent de la nécessité de passer à la clandestinité pressentant l’imminence de la répression du parti.

## Guerre, exil, résistance et militantisme
En 1937, après les journées de mai 1937, il entre dans la clandestinité et continue à maintenir les publications du POUM jusqu'à la fin du mois d'avril 1938. Il s'incorpore à l'armée républicaine sous le nom de Pau Mitja. Exilé en France en 1939 avec sa compagne qui deviendra sa femme Teresa Rebull, il réside clandestinement pendant un an à Paris, hébergé par différents amis dont la famille Davoust. Il se rend ensuite à Marseille et rejoint la résistance française contre l'occupation allemande. Détenu par la Gestapo, il est libéré en août 1944 par les troupes alliées. Il travaille comme ouvrier portuaire et comme administrateur de garage à Marseille. En 1947, à Paris, il est nommé administrateur du journal Atlas et plus tard il va rejoindre l'équipe technique du journal Franc-Tireur qui deviendra ensuite Paris Jour où il travaille vingt-quatre ans jusqu'à sa retraite. Pendant un temps, il est membre du comité exécutif du POUM en exil. En 1971, il s'installe à Banuyls-sur-Mer.